# Heinrich Frings
Heinrich Frings (* 10. Februar 1885 in Neuss; † 25. Januar 1946 im Speziallager Nr. 1 Mühlberg) war ein deutscher Richter und Reichsgerichtsrat in der Zeit des Nationalsozialismus.

## Leben
Frings war das älteste von acht Kindern des Weberei-Fabrikanten Heinrich Frings und seiner Frau Maria, geb. Sels. Sein Bruder Josef (1887–1978) wurde 1942 Erzbischof von Köln; sein Bruder Alfons (1893–1968) war von 1946 bis 1961 Oberbürgermeister von Neuss. 1906 legte Heinrich Frings die erste juristische Staatsprüfung ab, 1910 die zweite. Im selben Jahr wurde er Assessor. Im Ersten Weltkrieg war er stellvertretender Lazarett-Inspektor.
Im Juli 1919 wurde er Landrichter am Landgericht Kleve und im Folgejahr Landgerichtsrat. 1922 wurde er zum Landgerichtsdirektor befördert. 1924 war er zugleich Amtsgerichtsrat in Kleve. Ab Juni 1932 war er als Hilfsrichter beim Reichsgericht in Leipzig tätig. Im November 1934 wurde Frings zum Reichsgerichtsrat berufen. Er war Berichterstatter in dem Verfahren des Reichsgerichts, das die aktienrechtliche Gründerhaftung für Vorsatz und Fahrlässigkeit auf die GmbH übertrug.
Seit Mai 1945 war er Mitglied der von der amerikanischen Militärregierung eingesetzten und von der sowjetischen Militäradministration zunächst bestätigten „Kommission zur Bewahrung der Sachwerte des Reichsgerichtes“. Am 8. Oktober 1945 wurde das Reichsgericht auf Weisung der sowjetischen Geheimpolizei geschlossen und die Kommission aufgelöst. Frings hatte bis 1933 der Zentrumspartei angehört, war danach nicht der NSDAP beigetreten und hatte auch nicht der nationalsozialistischen Akademie für Deutsches Recht oder einem ihrer Ausschüsse angehört. Ende August 1945 wurde er vom NKWD verhaftet und im Speziallager Nr. 1 Mühlberg inhaftiert; dort starb er sechs Monate später.

## Mitgliedschaften
- Mitglied der Zentrumspartei 1906–1933
- Mitglied der katholischen Studentenverbindungen KStV Palatia Heidelberg, KStV Saxonia München und KStV Askania Berlin im KV.[5]

## Ehrungen
- 20. April 1938 Silbernes Treuedienst-Ehrenzeichen
- 29. März 1943 Goldenes Treuedienst-Ehrenzeichen